# 크라스니예 보로타역
크라스니예 보로타 역(러시아어: Кра́сные воро́та)은 모스크바 지하철 소콜니체스카야 선의 역이다. 1935년 모스크바 지하철이 개통될 때 개장했다.

## 역사
크라스니예 보로타 역은 1935년 5월 15일에 개장했다. 1962년부터 1986년까지 러시아 작가였던 미하일 레르몬토프의 이름을 따 레르몬톱스카야란 이름으로 바뀐 적도 있다.

## 설계
크라스니예 보로타 역의 디자인은 하얀색 타일과 수정, 그리고 조지아에서 온 시로샤(Шроша) 대리석으로 장식되었다. 이 디자인은 1938년 파리 국제박람회에서 대상을 수여받았다.